# Cymbidium haematodes
Cymbidium haematodes је врста орхидеја из рода Cymbidium и породице Orchidaceae. Природно станиште је од јужне Индије до Кине покрајина Јунан и западна Малезија. Нису наведене подврсте у бази Catalogue of Life.